# Jutta Steenberg
Jutta Steenberg var en dansk tennisspiller fra Hellerup Idrætsklub.
I nogle få år omkring første verdenskrig blev der afviklet VM i tennis på overdækket bane og i 1921 fandt de sted i KB's tennishal på Frederiksberg. Her nåede Jutta Steenberg og  Vera Forum finalen  i damedouble og tabte til Elsebeth Brehm og Ebba Meyer. Det skal dog pointeres, at der blandt kvinderne kun var danske deltagere da Kjøbenhavns Boldklub arrangerede VM i 1921.
Steenberg og Forum vandt det danske mesterskaber indendørs 1921 og vandt igen i 1928 med Elsebeth Brehm.